# Wolvertem
Wolvertem est une section de la commune belge de Meise située en Région flamande dans la province du Brabant flamand. C'était une commune à part entière avant la fusion des communes de 1977.

## Histoire

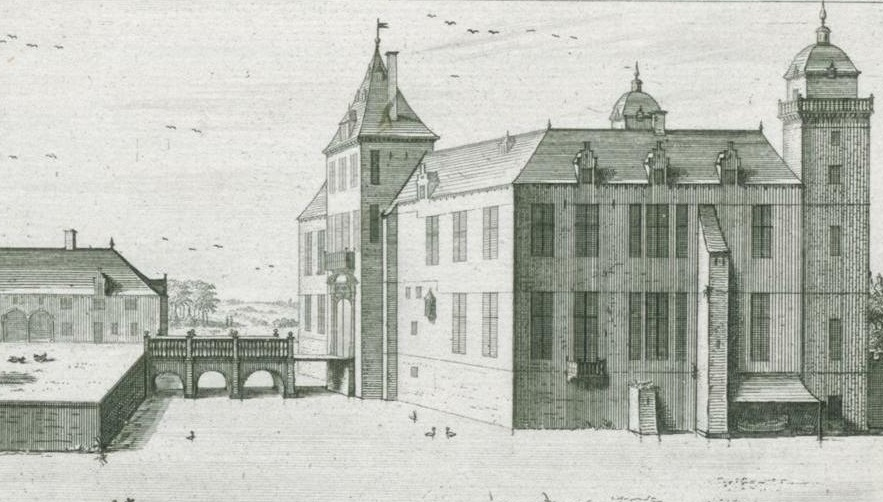
Le château du Seigneur d'Impden au XVIIe siècle

La seigneurie d'Impden fut une importante possession de grands seigneurs, comme Rogier van Petersheim ou ensuite de la Maison de Merode.
Son château fut depuis 1605 la résidence de Louis Verreycken, Seigneur d'Impden, Hammes (Hamme), Sart (Sart-Dames-Avelines), Ruart. Cette illustre famille était alliée à de nombreuses familles de grande noblesse comme les premiers barons d'Impden en 1659.
Lambert Verreycken, écuyer, fils de Louis, seigneur d'Impden, Wolverthem, capitaine d'une compagnie de 100 chevaux cuirassiers en 1629, a été tué d'un coup de canon en commandant sa compagnie et au quatre autres menées au secours de Bois-le-Duc assiégée par l'ennemi.
Louis-François Verreycken, fils de Louis, frère de Lambert, chevalier, a été  le 1er baron de Bonlez (ou Boulez), seigneur d'Impden (1588–1654), et a succédé à son père Louis dans les seigneuries détenues par ce dernier (Sart-sur-le-Thil, Hammes, Ruart,..). Par lettres données à Madrid le 19 avril 1649, la terre et seigneurie de Gesves est érigée en baronnie à son profit. Il fut le grand-père du  cardinal d'Alsace (Thomas-Philippe d'Alsace de Hénin-Liétard). Les membres de la Maison de Hénin-Liétard vendirent la seigneurie en 1700 au prince Eugeen Alexander van Thurn en Taxis. Ils construisirent une magnifique chapelle située près de l'autoroute d'Anvers.
Emmanuel van der Linden d'Hooghvorst devint bourgmestre de Wolvertem.
Après la révolution belge de 1830, quatre membres de la famille t'Kint habitant "Impdenhof" sont devenus bourgmestres de cette commune. Cette branche de la famille s'est éteinte par la mort d'Elisabeth t'Kint, veuve d'Alexandre Peers de Nieuwburgh. Elle avait été centenaire.

## Démographie

### Évolution démographique
- Sources : INS, Rem. : 1831 jusqu'en 1970 = recensements, 1976 = nombre d'habitants au 31 décembre[5].

## Autre
À Imde, un quartier de Wolvertem, il y a une grande installation de la VRT pour l'émission d'ondes moyennes, l'émetteur de Wolvertem, qui émet sur 927 et sur 1 512 kHz (Sporza et Radio Vlaanderen Internationaal).